# Hontianske Moravce
Hontianske Moravce – wieś (obec) na Słowacji położona w kraju bańskobystrzyckim, w powiecie Krupina. Pierwsze wzmianki o miejscowości pochodzą z roku 1245.
Według danych z dnia 31 grudnia 2012, wieś zamieszkiwały 902 osoby, w tym 445 kobiet i 457 mężczyzn.
W 2001 roku rozkład populacji względem narodowości i przynależności etnicznej wyglądał następująco:
- Słowacy – 91,88%
- Czesi – 0,62%
- Morawianie – 0,12%
- Romowie – 0,74%
- Rusini – 0,12%
- Ukraińcy – 5,78%
- Węgrzy – 0,49%

Ze względu na wyznawaną religię struktura mieszkańców kształtowała się w 2001 roku następująco:
- Katolicy rzymscy – 52,15%
- Grekokatolicy – 0,49%
- Ewangelicy – 32,6%
- Prawosławni – 6,64%
- Ateiści – 6,15%
- Nie podano – 1,6%